# Billie Peak
Billie Peak är en bergstopp i Antarktis. Den ligger i Västantarktis. Argentina, Chile och Storbritannien gör anspråk på området. Toppen på Billie Peak är 725 meter över havet, eller 359 meter över den omgivande terrängen. Bredden vid basen är 3,5 km.
Terrängen runt Billie Peak är huvudsakligen kuperad, men åt nordost är den bergig. Havet är nära Billie Peak åt sydväst. Trakten är obefolkad. Det finns inga samhällen i närheten. 